# 横浜国立大学アメリカンフットボール部
MASTIFFS（マスティフス）は、横浜国立大学に所属するアメリカンフットボール部である。

## 歴史
1971年、創部。
1974年、関東8大学リーグに準加盟。
1976年、関東大学連盟に加盟し、当時存在した5つのリーグのうち関東八大学リーグに所属。
1981年、連盟下の6つのリーグが1部から3部まで一本化されたことに伴い、2部に転属。
1985年、2部Aブロックで優勝し、入替戦にて中央大学ラクーンズに勝利したことで、初めて1部に昇格。
1989年、1部Aブロックで6位最下位となり、入替戦にて東京大学ウォリアーズに敗れ、2部降格。
1995年、2部校の削減に伴って新設されたエリアリーグへ降格。
1998年にはエリアリーグ1部Dブロックで優勝し、入替戦に勝利して2部に昇格。
2000年、2部Aブロックで優勝し、入替戦にて防衛大学校カデッツに勝利して1部へ再昇格。
2001年から2013年まで1部と2部の間で4度の昇降格を経験。
2014年、1部リーグが上位ブロックTOP8と下位ブロックBIG8に改編されたことに伴い、BIG8に所属。
2021年、BIG8・Bブロックにて優勝し、新型コロナ対策に併せた特別ルールにより、初めてTOP8に昇格。一般社団法人「横浜国立大学マスティフスクラブ」を設立。
2022年、TOP8にて全敗し、BIG8に自動降格。
2023年、BIG8にて5敗を喫して6位となり、入替戦にて帝京大学グラディエーターに敗れて2部降格。
2024年、2部Bブロックにて2位となり、入替戦にて神奈川大学アトムズに勝利してBIG8に昇格。

## 定期戦
- 神戸大学レイバンズ
- 東北大学ホーネッツ

## 出身者
- 島内秀（富士通フロンティアーズ初代ヘッドコーチ）